# Заповідник Каалі
Запові́дник Ка́алі (ест. Kaali maastikukaitseala) — природоохоронна територія, розташована на острові Сааремаа, що на заході Естонії. Взята під охорону 19 серпня 1938 року задля збереження унікального ландшафту — кратерного поля Каалі. Згодом до охоронних задач установи додалися збереження навколишніх культурних ландшафтів і природного середовища рідкісних рослин. Руїни стародавнього поселення Каалі, розташованого в межах заповідника, визнано археологічною пам'яткою національного значення. Сучасна площа охоронюваної зони становить 83,7 га.

## Історія
У переказах мешканців Сааремаа здавна фігурував опис дивного вогняного явища, яке сучасні науковці тлумачать як падіння метеориту. Ці усні повідомлення передавалися з покоління в покоління настільки стійко, що в дохристиянські часи з загадковими вирвами у землі поблизу села Каалі був пов'язаний навіть язичницький культ.

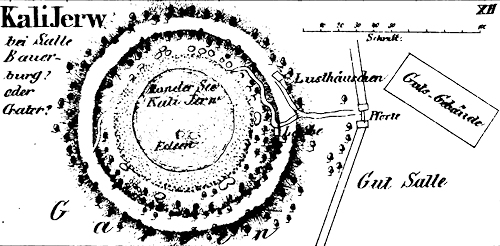
План головного кратеру (озера) Каалі у книзі Фрідріха Крузе (1842 р.).

1827 року озеро-вирву Каалі вперше дослідили науковці, які дійшли висновку, що воно виникло під дією «вибуху підземного вогню», тобто внаслідок вулканічної діяльності. Згодом від цієї версії відмовились на користь ерозійного походження водойми, трактуючи її як карстову лійку. 1922 року Й. Калкун вперше висловив припущення про метеоритне походження вирви. Підтвердити його допоміг збіг обставин. У 1927 році на Сааремаа відрядили гірничого інженера І. Рейнвальда, який мав дослідити околиці Каалі на наявність придатних для розробки покладів солі або гіпсу. Замість покладів І. Рейнвальду пощастило відшукати залізні «самородки», які він визначив як уламки метеориту. До 1937 року в його колекції було вже 30 таких знахідок, чим беззаперечно було підтверджено космічне походження кратерного поля. Задля збереження унікального ландшафту 19 серпня 1938 року метеоритні кратери були заповідані як окремі об'єкти охорони. Після Другої світової війни їхнє дослідження продовжив співробітник Інституту геології Академії наук ЕРСР Агу Аалов, який присвятив цьому питанню 25 років.
1959 року захист унікального ландшафту було підсилено до рівня геологічної зони відчуження, яка складалася з 7 ділянок загальною площею 4,8 га. Природоохоронному об'єкту надали статус державного геологічного заказника під назвою «Метеори́тні кра́тери Ка́алі». Розташування в густонаселеній місцевості з добре розвинутою інфраструктурою приваблювало до заказника багатьох туристів. У 1980-х роках щорічно астроблему Каалі відвідувало близько 20 тисяч осіб. Інтенсифікація туризму і господарської діяльності на навколишніх територіях у другій половині XX століття поставили під загрозу цілісність ландшафту. До того ж у 1970 році поблизу кратера археологами було виявлено рештки поселення залізної доби, що значно підвищило цінність заповідника. З цих причин у 1979 році охоронювану площу збільшили до 50 га, а в 2000 році — до сучасних 83,7 га, одночасно підвищивши статус об'єкта до рівня ландшафтного заповідника. Відтоді його терени охоплюють усе кратерне поле, а також прилеглий культурний ландшафт (зокрема, городище Каалі). Крім того, навколо кратерів знайшли рідкісні види рослин, тому їх охорона також увійшла до задач заповідника. Керівництво природоохоронною установою здійснює Екологічна рада Західного регіону. Наукові дослідження в заповіднику Каалі провадять лише за погодженням адміністрації, суттєво обмежене використання навколишніх земельних угідь, поблизу охоронної зони заборонене будівництво. Задля зручностей відвідувачів спуск до головного кратера облаштований сходами, археологічна ділянка має інформаційні стенди, крім того, поблизу головного кратеру відкрито павільйон з експозицією, що розповідає про історію цього природного феномену.

## Географія та геологія
Заповідник Каалі розташований на заході Естонії, в повіті Сааремаа, в межах однойменної волості (до адміністративної реформи належав до волості Піхтла). Поблизу його кордонів знаходяться два населених пункти — села Каалі й Кильяла. Найближче місто, Курессааре, лежить за 18 км від його кордонів.
Кратерне поле Каалі утворилось внаслідок падіння на Землю велетенського метеориту. Науковці не дійшли одностайної згоди щодо того, коли відбулася ця подія. Одні вважають, що метеорит Каалі впав близько 2800—3500 років тому, інші дотримуються думки, що його історичний вік набагато більший — 3500—7600 років. Радіовуглецевим методом вік кратерів датують у 2700—2900 років, а за швидкістю росту торф'яних відкладів визначено, що вони утворились 3500 років тому. Так чи інакше, метеорит Каалі визнаний останнім небесним тілом з тих, що впали в сучасних густонаселених районах планети (враховані лише ті небесні тіла, чиє природне походження не викликає сумнівів).

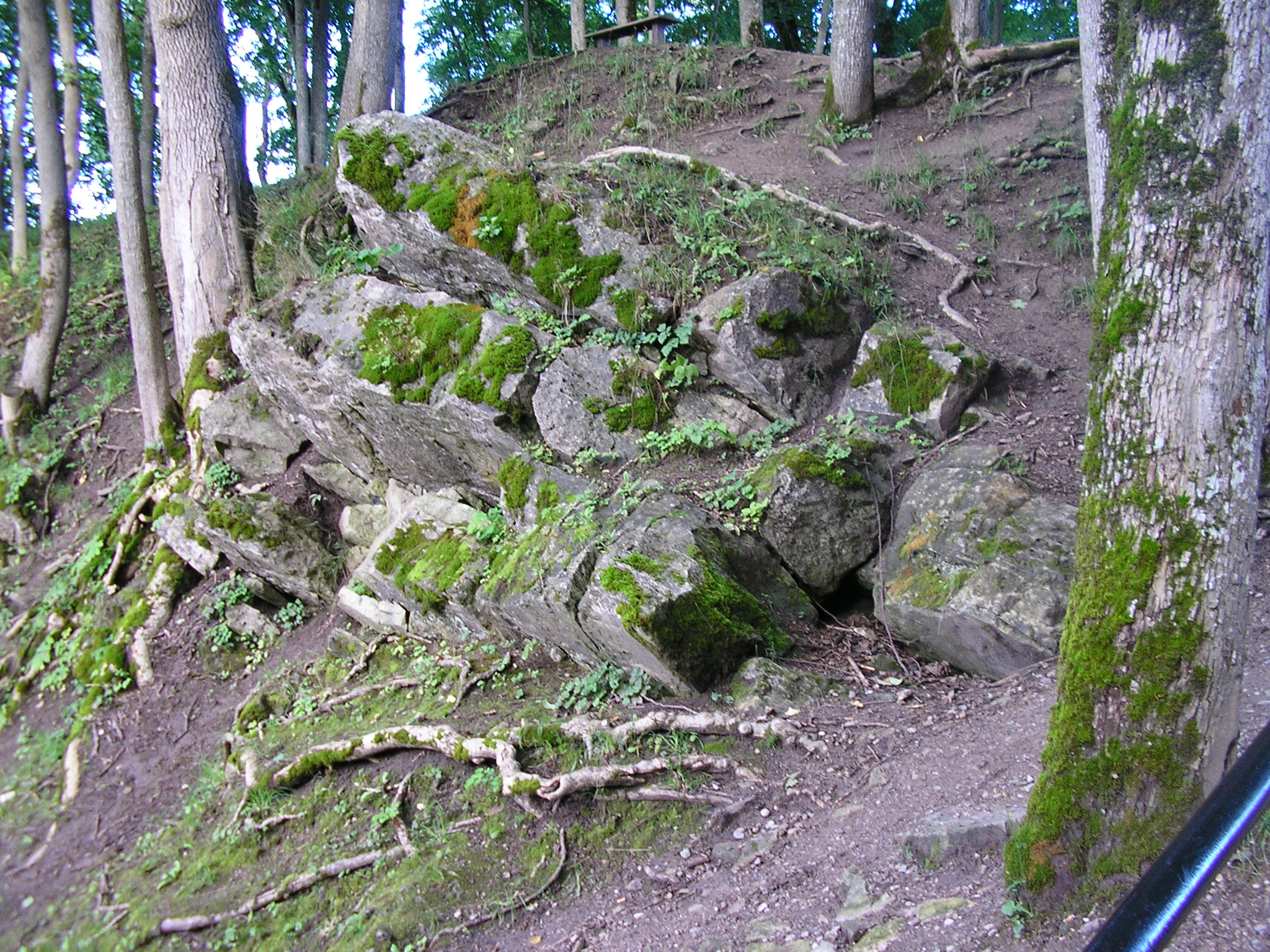
Оголені доломітові скелі на схилі кратеру.

За розрахунками, початкова вага метеориту складала близько 1000 т, ще у небі він розпався на уламки, найбільший з яких важив близько 80 т. Фрагменти метеориту увійшли в землю на великій швидкості (10—20 км/с), спричинивши струс, наслідки якого були схожі на потужний вибух. Зіткнення з землею зруйнувало самі уламки, але вирви, залишені ними, мали велетенські розміри, пояс зрушень сягав глибини 50 м. Навіть тисячі років ґрунтової ерозії так і не загладили обрисів кратерів. Деякою мірою їхньому збереженню сприяли тверді гірські породи, які залягають у цій місцині. Оголені доломітові скелі та уламки каміння, викинутого вибухом, постали під кутом 25—90°, ставши основою для навколократерних валів.
Наразі кратерне поле Каалі налічує дев'ять кратерних лійок. В центрі поля розташований найбільший кратер, з усіх боків його оточують вісім менших завширшки від 12 до 40 м і завглибшки 1—4 м. Головний кратер Каалі — той, що виник внаслідок падіння 80-тонної залізної брили, — має діаметр 110 м, його центр природним чином наповнився водою, перетворившись на ідеально кругле безстічне озеро Каалі. Разом із багатовіковими донними відкладами глибина цього кратеру становить 22 м, а без урахування донного осаду — 16 м. Діаметр озера коливається в залежності від водонаповнення в межах 30—60 м. Бічні кратери не заповнені водою, місцеве населення називає їх «сухими озерами». Таким чином, кратерне поле Каалі визнано найбільш представницьким у Європі.

## Флора
Схили кратерів поросли мішаним лісом з незначною домішкою ялини європейської. Навколишні території включають в себе такі біоценози як бідні луки на карбонатних ґрунтах, лісові пасовища і лісолуки. Останні два типи рослинності можна вважати агробіоценозами, адже вони сформувались та існують завдяки діяльності людини. Занепад традиційного природокористування ставить під загрозу їхнє існування.
Наявність голого каміння під покривом лісу навколо кратерів створює сприятливе середовище для деяких мохів. З рідкісних видів, узятих в Естонії під охорону, в заповіднику Каалі знайдені гіалекта в'язова, Platydictya jungermannioides, Rhynchostegium murale, Thamnobryum alopecurum. В озері Каалі зростає латаття.

## Культурний ландшафт

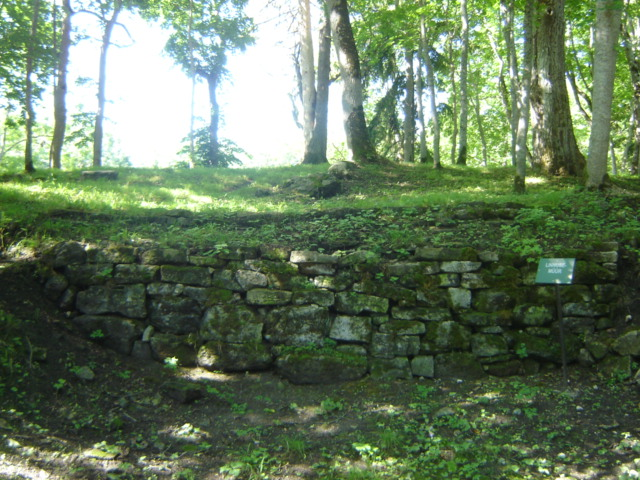
Рештки «замкової» стіни в городищі Каалі.

Неподалік головного кратеру Каалі знайдено залишки стародавнього укріпленого селища (городища). Археологи датують його залізною добою. Руїни городища Каалі в наш час представлені фрагментом добре збереженої підпорної чи захисної стіни, фортечної споруди («замку») тощо. Хоча на місці розкопок не виявлено людських решток, однак тут знайдено багато кераміки доби пізньої бронзи, а також прикраси ранньої залізної доби і уламки гончарського знаряддя.
Ймовірно, падіння метеориту відбулося за часів, коли у городищі Каалі мешкали люди, тому що ця подія знайшла відбиток у фольклорі естонців і сусідніх народів. Грандіозне небесне явище викликало страх і поклоніння, тому біля городища Каалі було облаштоване язичницьке капище. Місце для жертвопринесень проіснувало набагато довше, ніж саме поселення. Відомо, що до XVII сторіччя більшість таких капищ було зруйновано вщент, тому місце для жертвопринесень поблизу кратеру Каалі представляє значну історичну цінність. 1997 року городище і капище були взяті державою під охорону й оголошені пам'яткою археології національного значення.
Краєвиди заповідника Каалі